# Kiss Me (canción de Sixpence None the Richer)
«Kiss Me» es una canción grabada por Sixpence None the Richer y lanzada en su álbum del mismo nombre en 1997. La canción fue un éxito notable en todo el mundo y alcanzó el número cuatro tanto en el UK Singles Chart como en la RPM Top Singles de Canadá, y el número uno en la lista ARIA Charts de Australia, convirtiéndolo así en el sencillo más sonado del grupo a nivel mundial.

## Video musical
El video original de Kiss Me fue un homenaje al cineasta francés François Truffaut y en particular, la película Jules et Jim. Filmada en blanco y negro, contenía la reconstrucción de muchas escenas de la película. Una versión alternativa, que fue publicado más adelante, vio a la banda sentada en un banco, mientras ven escenas de la película She's All That o Dawson's Creek en un televisor o un proyector portátil.
Esta segunda versión del video se convirtió en el vídeo emitido en mayo de 1999, la cadena de televisión VH1.

## Lista de canciones
US Christian retail single
1. «Kiss Me» (radio remix)
2. «Kiss Me» (album edit)
3. «Sad But True»
4. «Kiss Me» (live in Hollywood)

US mainstream retail single
1. «Kiss Me» (radio remix)
2. «Love»

UK CD single
1. «Kiss Me» (radio remix)
2. «Sad But True»
3. «Kiss Me» (live in Hollywood)

Japanese CD single
1. «Kiss Me» (Japanese versión)
2. «Kiss Me» (LP versión)
3. «Kiss Me» (acoustic versión)
4. «I Can't Catch You» (Ben Grosse Remix)
5. «Love» (Ben Grosse Remix)
6. «Kiss Me» (instrumental edit)

## Posicionamiento en listas
| Listas (1998–1999)                    | Máxima posición |
| ------------------------------------- | --------------- |
| Alemania (Offizielle Deutsche Charts) | 7               |
| Australia (ARIA)                      | 1               |
| Austria (Ö3 Austria Top 40)           | 7               |
| Bélgica (Flandes) (Ultratop 50)       | 7               |
| Bélgica (Valonia) (Ultratop 50)       | 12              |
| Canadá (RPM Top Singles)              | 1               |
| Estados Unidos (Billboard Hot 100)    | 2               |
| Francia (SNEP)                        | 32              |
| Irlanda (IRMA)                        | 6               |
| Italia (Musica e dischi)              | 7               |
| Nueva Zelanda (Recorded Music NZ)     | 4               |
| Noruega (VG-lista)                    | 8               |
| Países Bajos (Dutch Top 40)           | 27              |
| Reino Unido (UK Singles Chart)        | 4               |
| Suecia (Sverigetopplistan)            | 13              |
| Suiza (Schweizer Hitparade)           | 6               |

## En la cultura popular
"Kiss Me" se convirtió en parte de la banda sonora de varias películas.
- La mencionada She's All That.
- Not Another Teen Movie - Durante una escena en la que fue parodiado Kiss Me.
- How to Lose a Guy in 10 Days
- Be Cool
- La serie Dawson's Creek.
- La emisión americana Saturday Night Live.
- La emisión de MTV The Real World.
- La telenovela estadounidense The Young and the Restless.
- La telenovela Days of Our Lives.
- La serie 7th Heaven.
- En el CD de instalación de Microsoft Office 2000 en español (accediendo a D:\IE5\ES\kissme.mp3)
- La serie animada de MTV Daria.
- En junio de 1999, "Kiss Me" fue tocada durante la transmisión, incluso en transmisión por televisión en todo el mundo de la boda del príncipe Eduardo de Wessex, a petición de la familia real.
- Muchos cantantes han cantado un cover de la canción, incluyendo Avril Lavigne, The Cardigans, Jason Walker, Nathan, Lava Lava en el álbum "Tour Demo" y New Found Glory en su álbum From the Screen to Your Stereo Part II.  En la versión de "New Found Glory" ha sido lanzada como sencillo con un video musical. También ha sido versionado por la cantante de Singapur Olivia Ong en su álbum A Girl Meets Bossa Nova 2, y Jewel. Natalie Imbruglia también ha hecho una versión de "Kiss Me", aunque no fue lanzada. Una versión de Debbie Scott apareció en el juego Pump It Up!. Otra versión de la canción apareció en el juego Karaoke Revolution. Artistas coreanos también han versionado la canción, a saber: Jessica Jung de Girls' Generation e IU. La canción fue versionada en la octava temporada de The X Factor por Janet Devlin en la Semana 7. La banda irlandesa The Corrs también han lanzado una versión.
- You Again (2010)
- También se utilizó en el comercial de Coca-Cola Life, bebida que fue lanzada sólo en México, Argentina, Chile y Uruguay.
- Fue utilizada en el primer capítulo de la tercera temporada de la serie Please Like Me
- Tokyo Vice 7.º episodio (2022)